# 船岡温泉
船岡温泉（ふなおかおんせん）は、京都市北区紫野南舟岡町にある公衆浴場（風呂屋）。船岡山南麓、鞍馬口通の南側に位置する。脱衣場（下駄箱やフロント、休憩所などを含む建物）や浴場（脱衣場の奥に繋がる浴室の建物）などが国の登録有形文化財に登録されている。
なお、｢○○温泉｣は上方における伝統的な風呂屋の屋号に多く見られるものであり、天然温泉を意味するものではない。

## 歴史・建物の特徴
元は料理旅館「舟岡楼」であり、1923年（大正12年）に建築された。1933年（昭和8年）、特殊舟岡温泉と改称され、日本初の電気風呂を設けた。戦中戦後に窮乏し、1947年（昭和22年）、一般公衆浴場（普通公衆浴場）として営業を再開した。
外観は料理旅館当時の姿を保つ。受付と浴場は近代的に改装されているものの、脱衣場（木造）は天狗と源義経の彫刻があしらわれた漆塗り格天井、第一次上海事変における肉弾三勇士などをモチーフとした欄間など、風呂屋としては破格の豪奢な姿を今に伝えている。また、脱衣場と浴場を結ぶ渡り廊下は、かつての菊水橋の一部を移築したものが使われている。
浴場自体は1932年（昭和7年）建築（鉄筋コンクリート造）のものを近代的設備に全面改築しており、薬草風呂、高温風呂、ジェットバス、電気風呂、水風呂、打たせ湯、サウナ、露天風呂などが備えられている。中庭に面した露天風呂は、日替わりで男湯と女湯が入れ替わる。一方は檜風呂、もう一方は岩風呂である。なお、創業当初は煉瓦造であった。
2003年（平成15年）7月に脱衣場と浴場、隣接する旧船岡楼、旧理髪店の計4つが国の登録有形文化財となっている。

## 施設情報

### 営業時間
- 15:00 - 23:30
- （日曜）8:00 - 23:30
  - ※2015年1月より祭日の朝風呂を休止している。
- 基本的に休館日なし

### 料金
- 大人：550円（13歳以上）
- 中人：200円（6 - 12歳）
- 小人：100円（5歳以下）
  - ※京都府における普通公衆浴場の料金（2025年現在）[2]。

## 所在地
京都市北区紫野南舟岡町82-1

### 交通
- 京都駅から市バス206号系統で「千本鞍馬口」下車、徒歩約5分
- 京福電鉄北野線「北野白梅町駅」から市バス204号あるいは205号系統で「建勲神社前」下車、徒歩約6分
- 京都市営地下鉄烏丸線「鞍馬口駅」より徒歩約20分

## ギャラリー

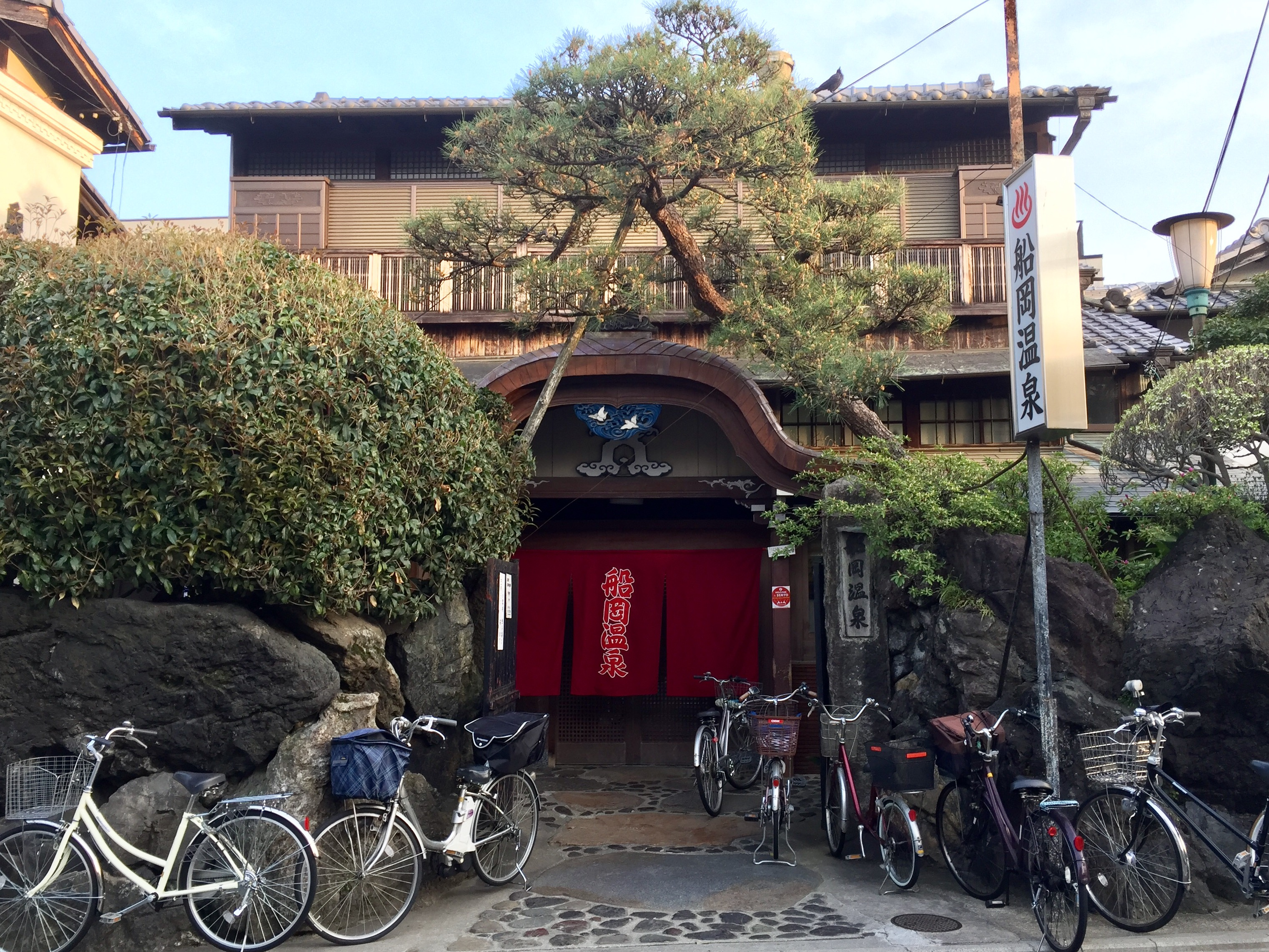
当風呂屋の建物正面、軒唐破風の入口（2018年4月）
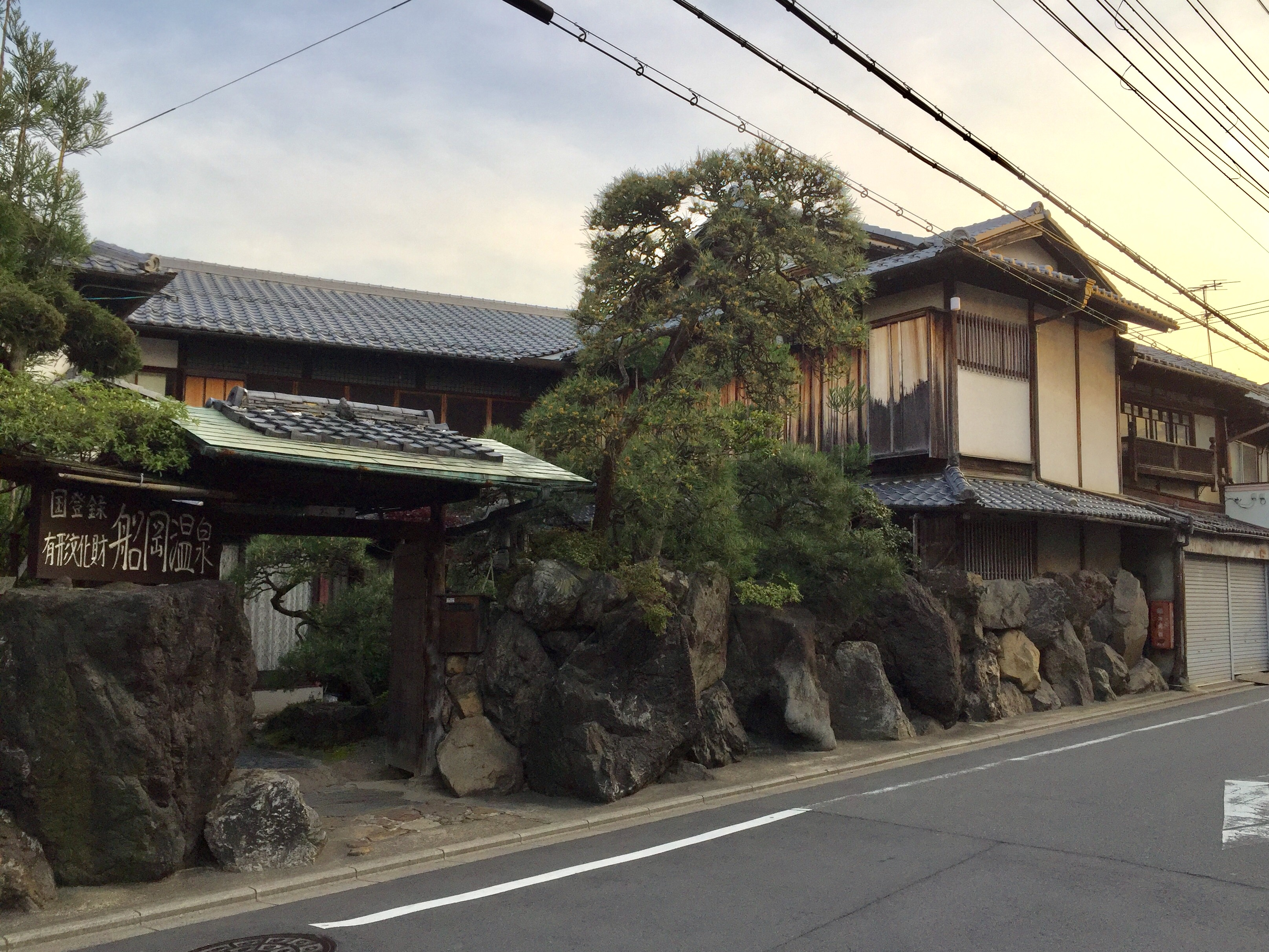
当風呂屋に隣接する旧船岡楼の建物（2018年4月）
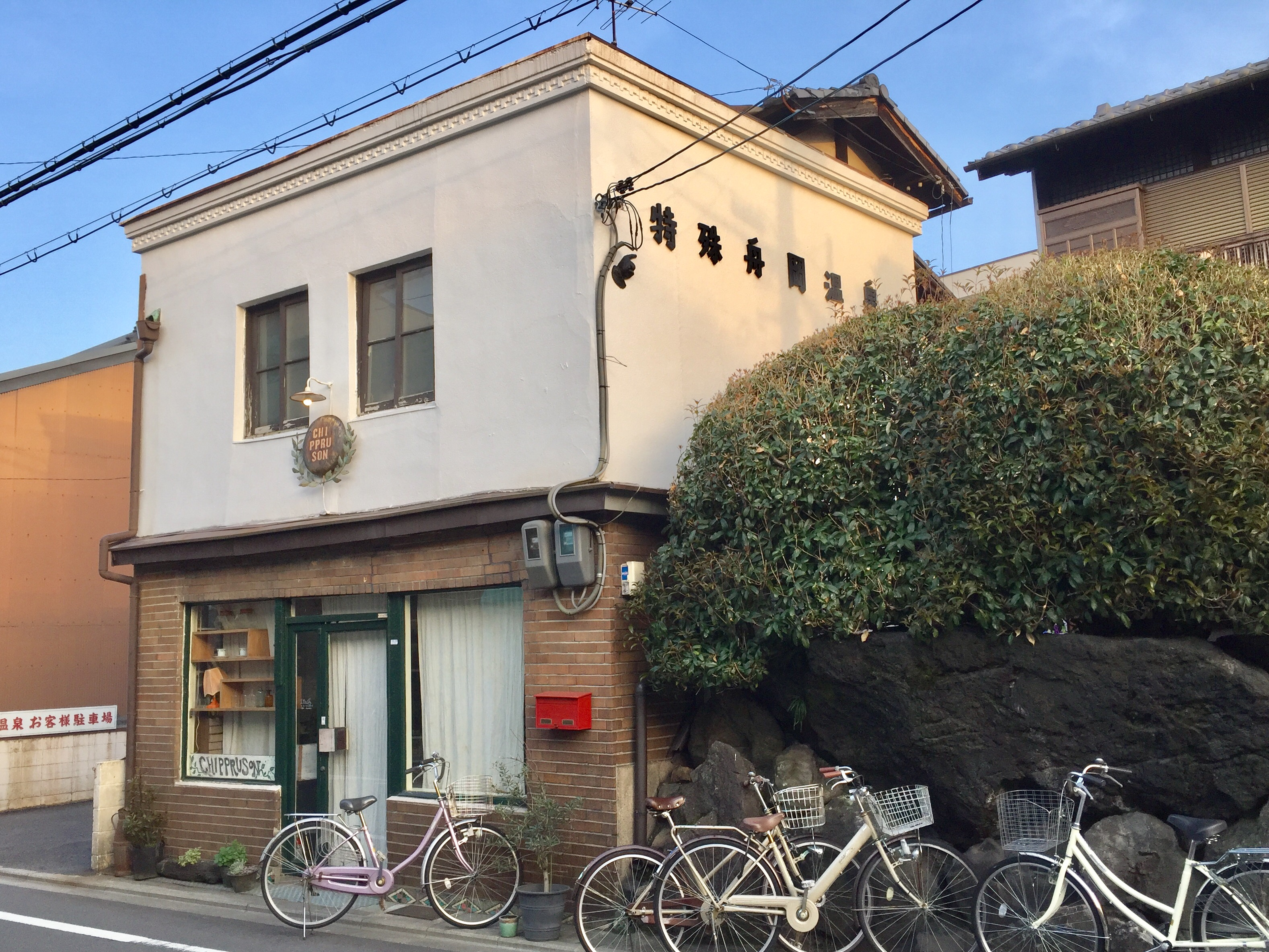
当風呂屋に隣接する旧理髪店の建物（2018年4月）
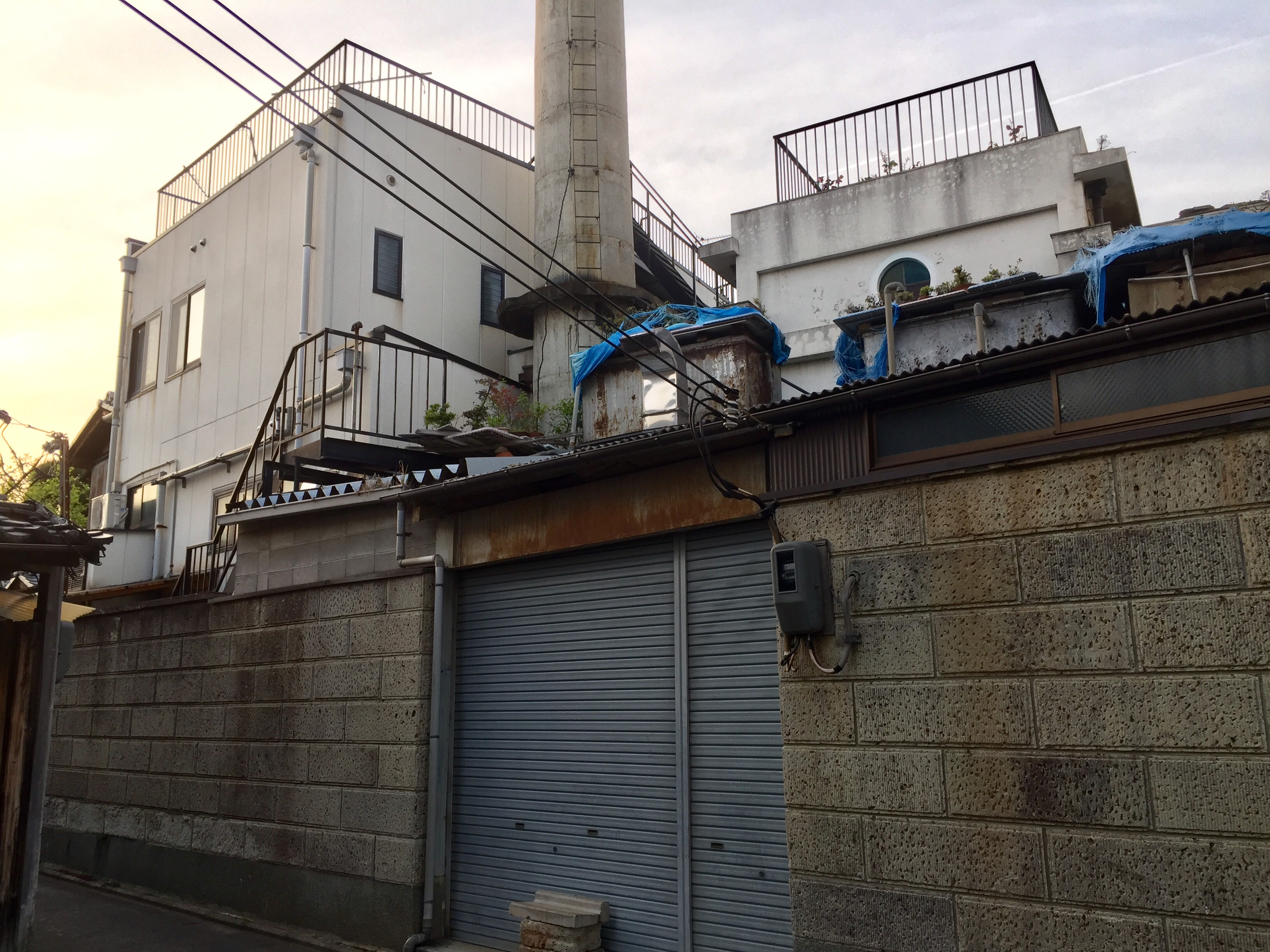
裏手にある浴室の建物（2018年4月）
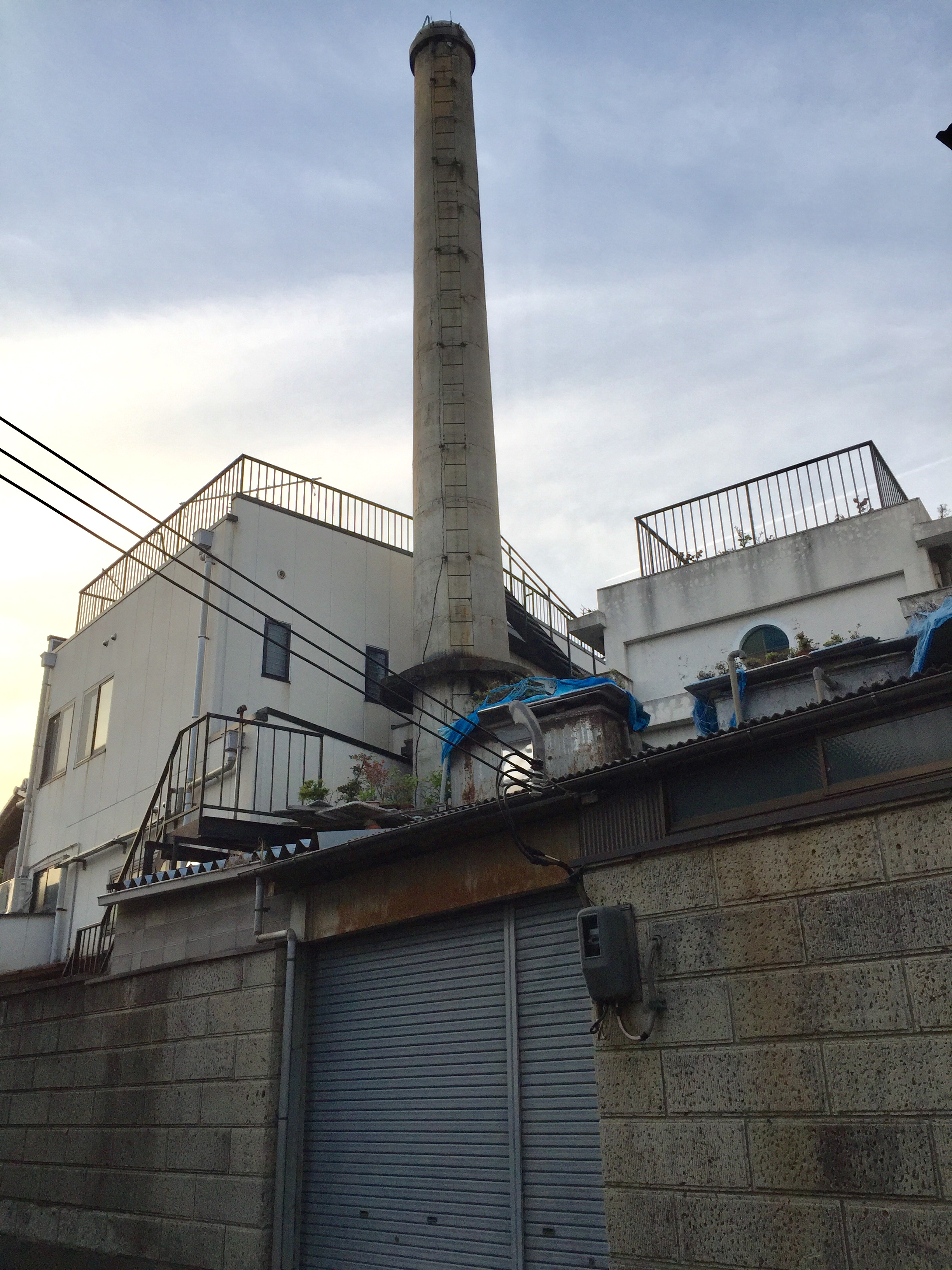
浴室の建物と煙突（2018年4月）
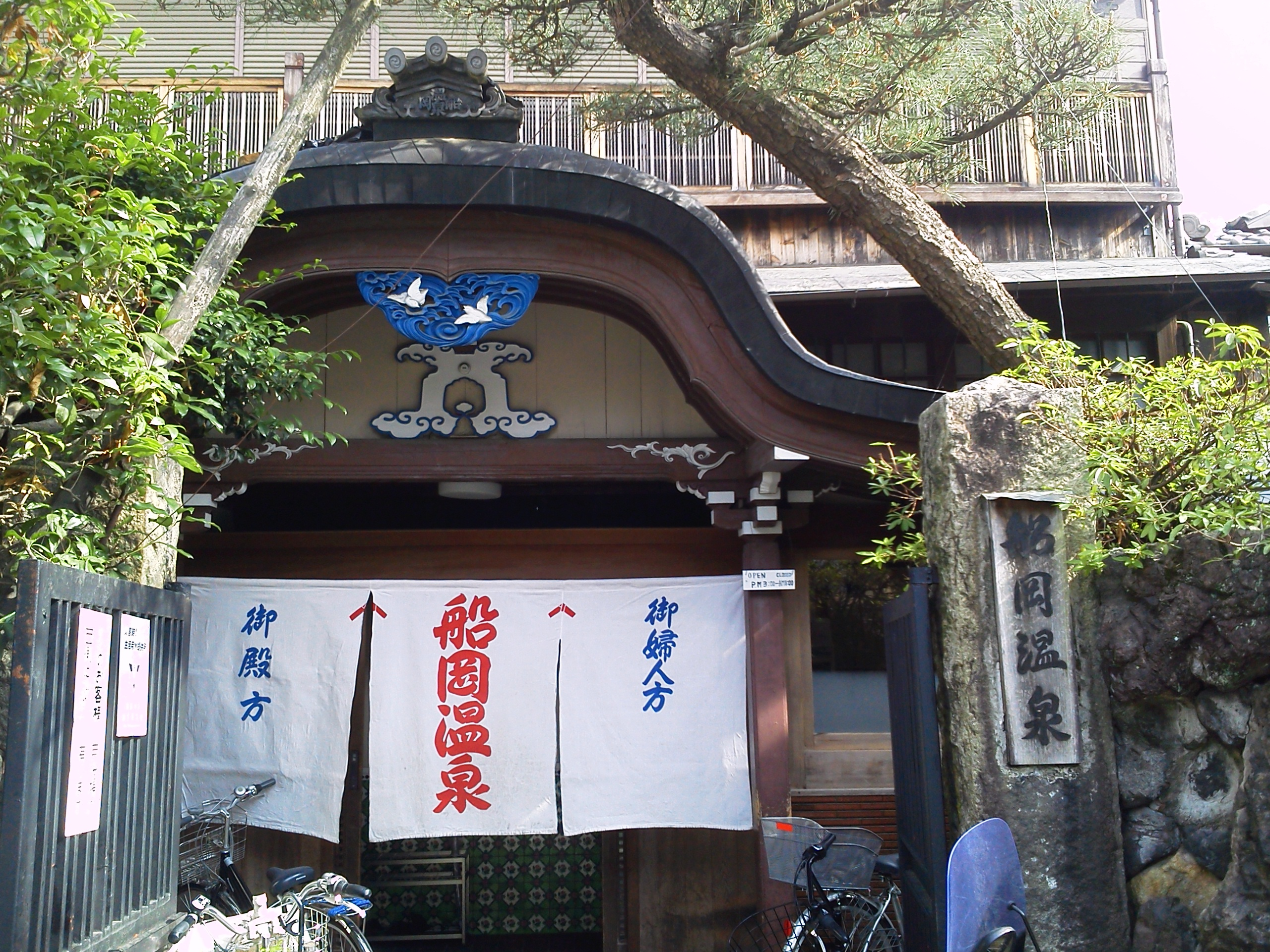
当風呂屋の暖簾（2013年6月）

## その他
当風呂屋の東方、鞍馬口通沿いに現存する旧藤ノ森湯（1930年〈昭和5年〉築、木造）も国の登録有形文化財に登録されている。なお、現在は風呂屋でなく飲食店等に転用されている。